# Пятнистая фонарница
Пятнистая фонарница (лат. Lycorma delicatula) — вид полужесткокрылыx. Распространён, в основном, на севере Индии, в некоторых частях Южного Китая, Тайваня и Вьетнама, Японии, Южной Корее и США. Пятнистые фонарницы были случайно завезены в Южную Корею в 2006 году. В сентябре 2014 года они были впервые зарегистрированы в Соединенных Штатах.

## Описание
Её размеры — около 25 мм длиной и 12 мм шириной. У самок есть набор красных вальвифер (наружных пластин яйцеклада) на дистальном конце брюшка, и во время беременности брюшко самок раздувается до такой степени, что им становится трудно летать. Пятнистые фонарницы — сильные прыгуны, они использует свои крылья для облегчения прыжков, но не для длительных полётов.

## Среда обитания
Дерево айлант высочайший, произрастающее в Китае и во многих других районах мира, считается основным местом обитания пятнистой фонарницы и играет важную роль в их жизненном цикле. Они также были замечены на более чем 70 видах растений, включая виноградные лозы, фруктовые деревья, декоративные и древесные деревья, включая яблоки и косточковые плоды, что может включать многие сельскохозяйственные культуры и обычные лесные растения. Было отмечено, что пятнистые фонарницы нанесли серьёзный ущерб по крайней мере 12 видам декоративных растений.

## Жизненный цикл
В начальном развитии пятнистые фонарницы чёрные с белыми пятнами, позднее у них появляются красные пятна. В последнем периоде жизни они имеет красные зачатки крыльев и красную верхнюю часть тела. Пятнистые фонарницы подпрыгивают или иногда ползают в поисках растений для пищи. Было отмечено, что они также питаются несколькими травянистыми растениями.
В июле взрослые пятнистые фонарницы спариваются и откладывают яйца с конца сентября до начала зимы. Пятнистые фонарницы откладывают яйца на любое дерево с гладким стволом, камень или вертикальную гладкую поверхность, включая искусственные предметы, такие как автомобили, садовая мебель, сельскохозяйственное оборудование или другие предметы, хранящиеся на улице. Кладка состоит из 30—50 яиц, уложенных в желтовато-коричневую оотеку. Продолжительность жизни пятнистой фонарницы — один год.

## Фотогалерея

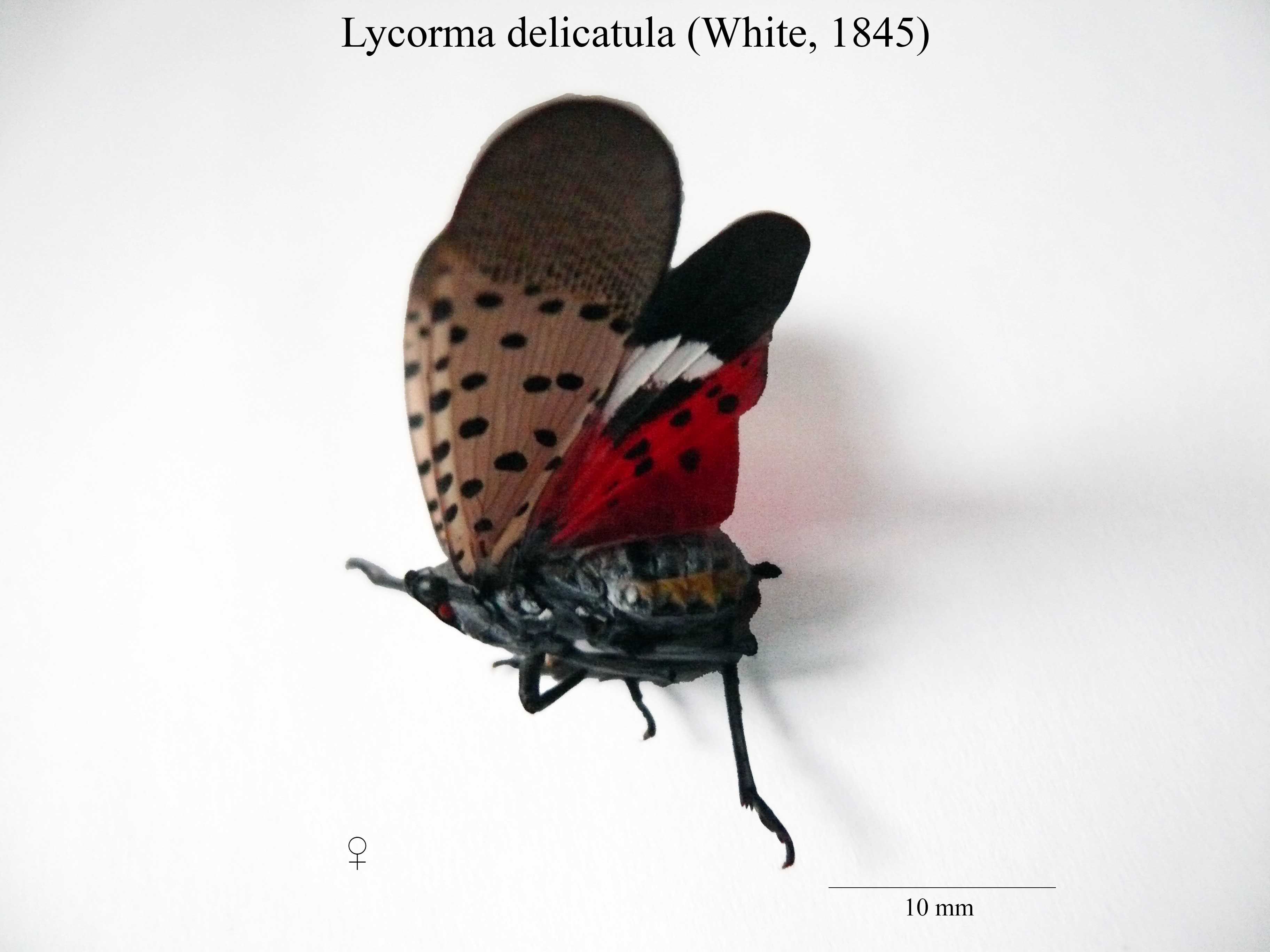
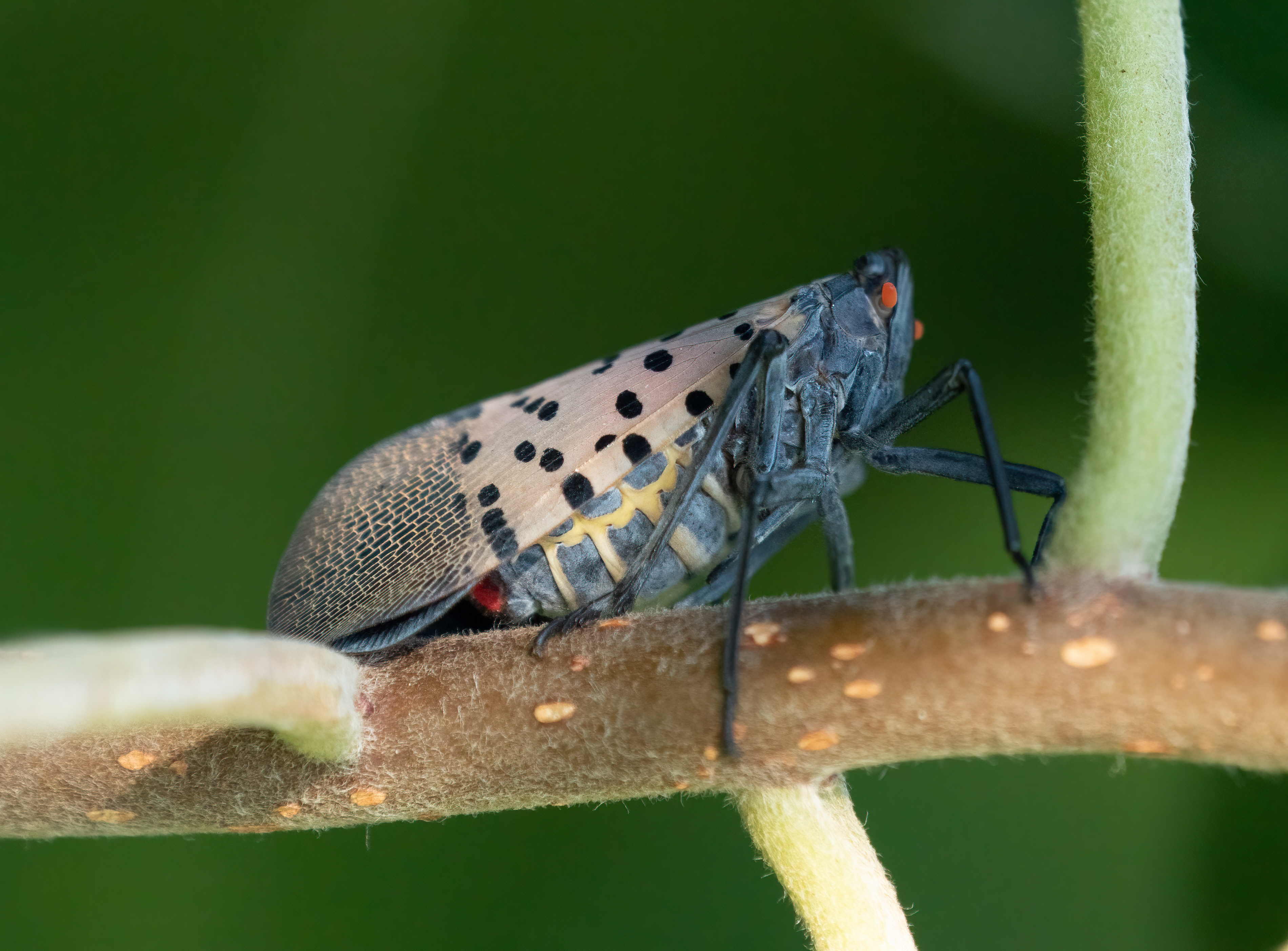
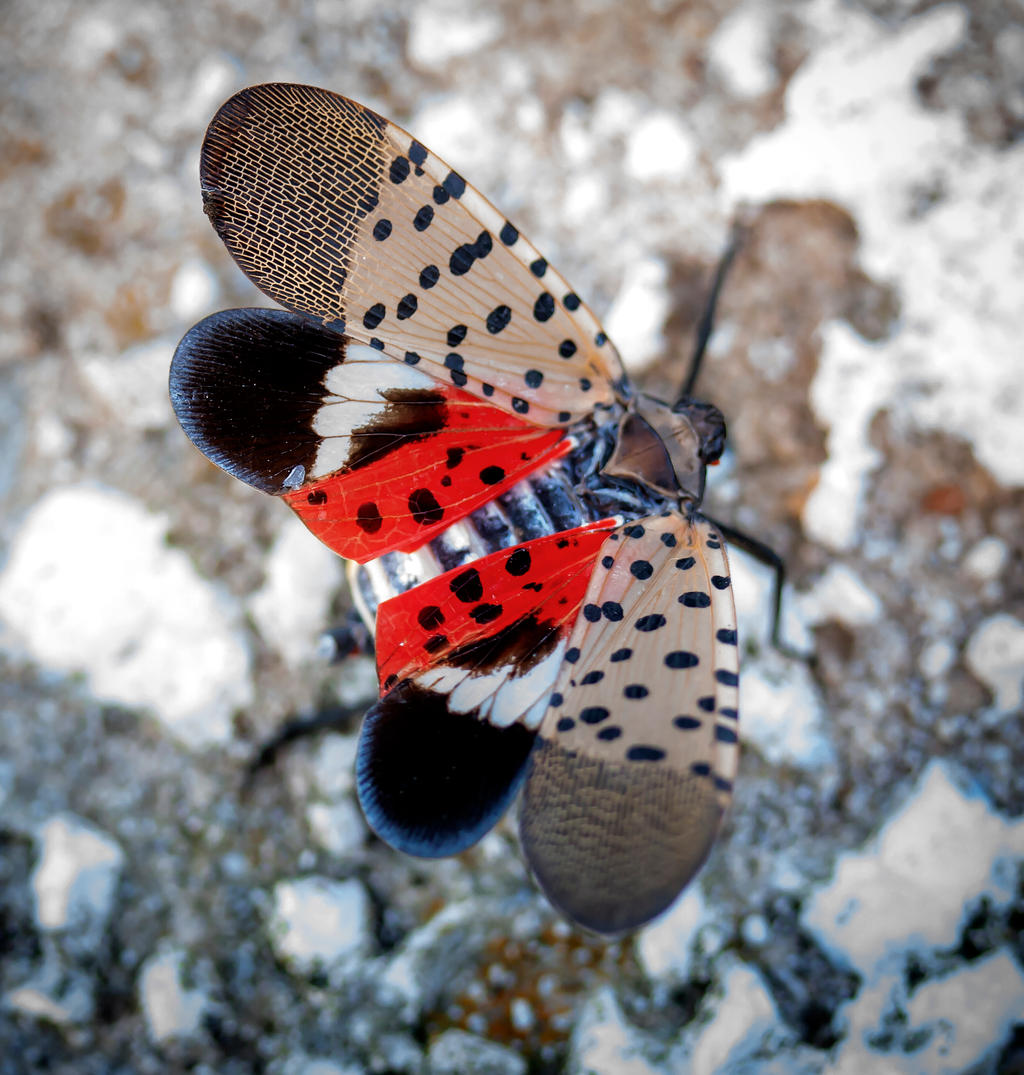
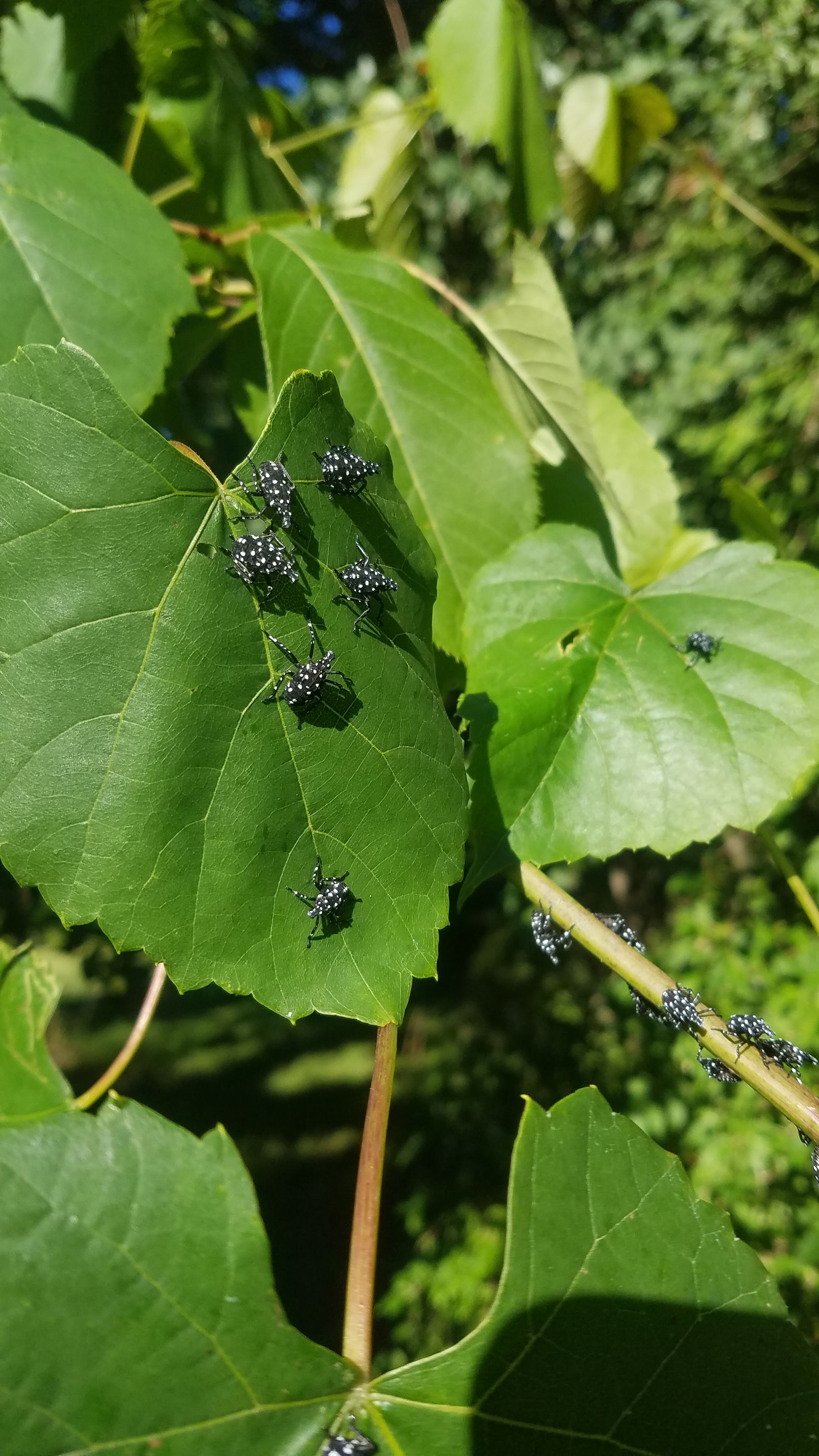
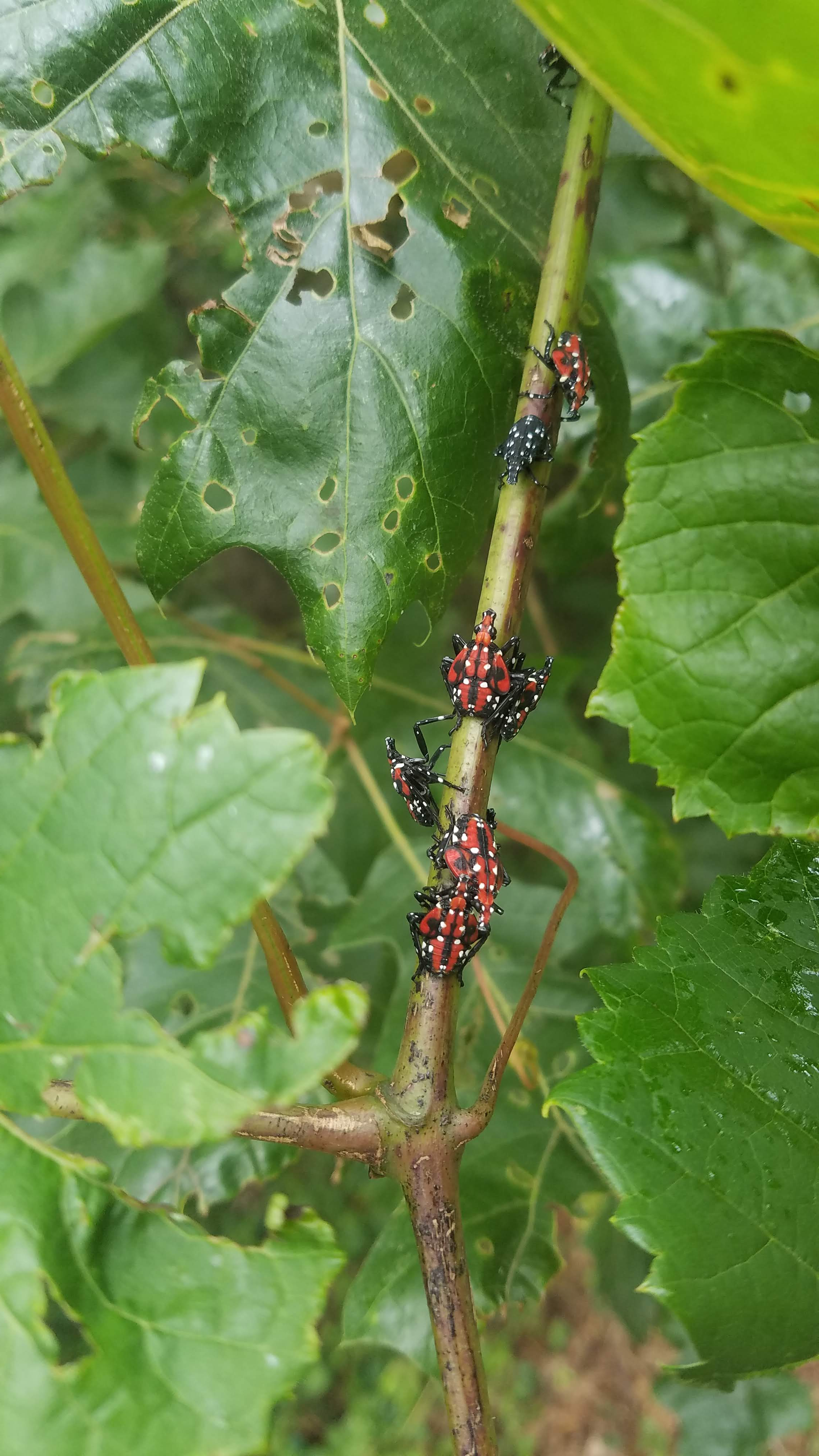
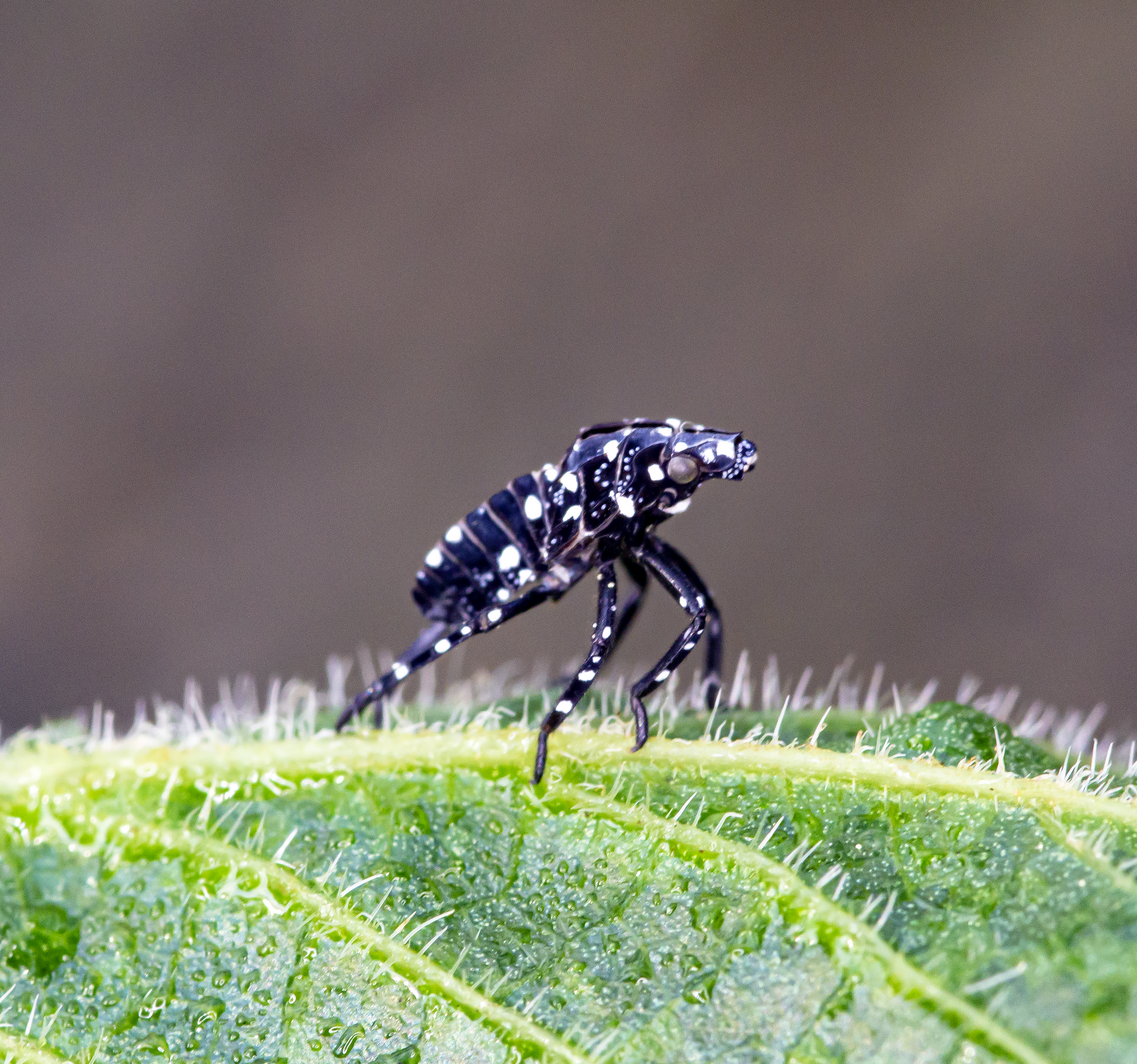
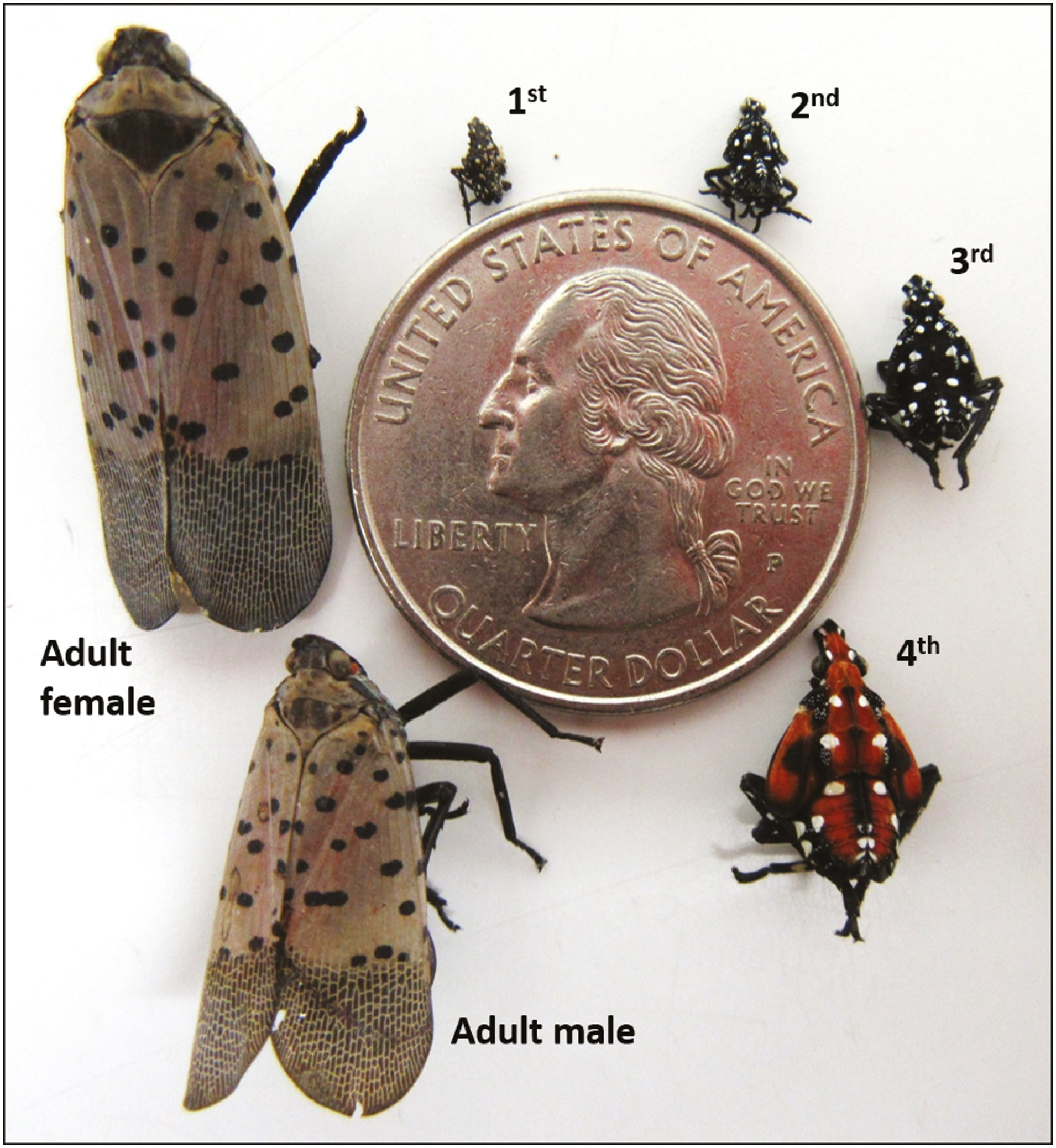
Жизненный цикл
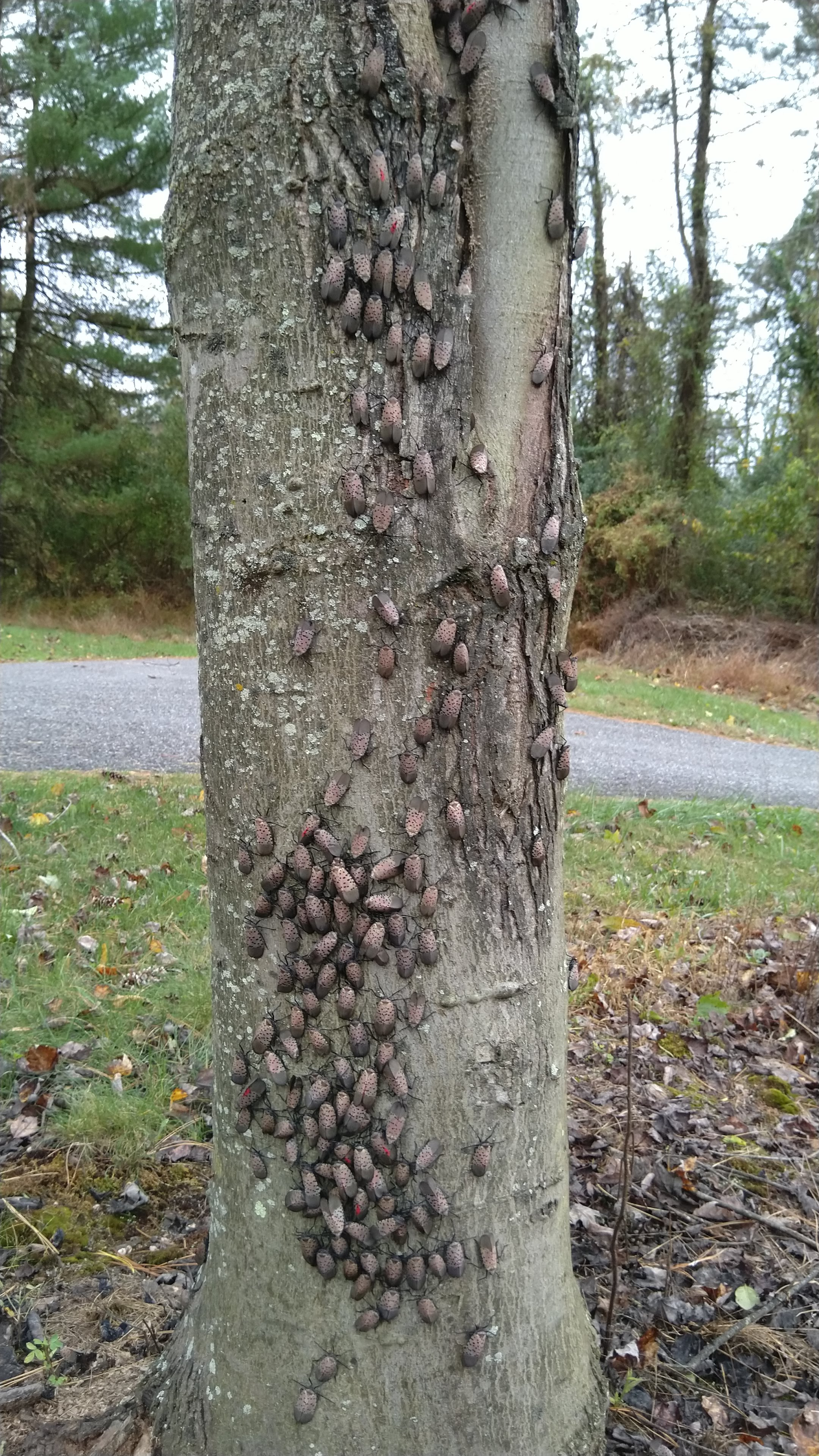
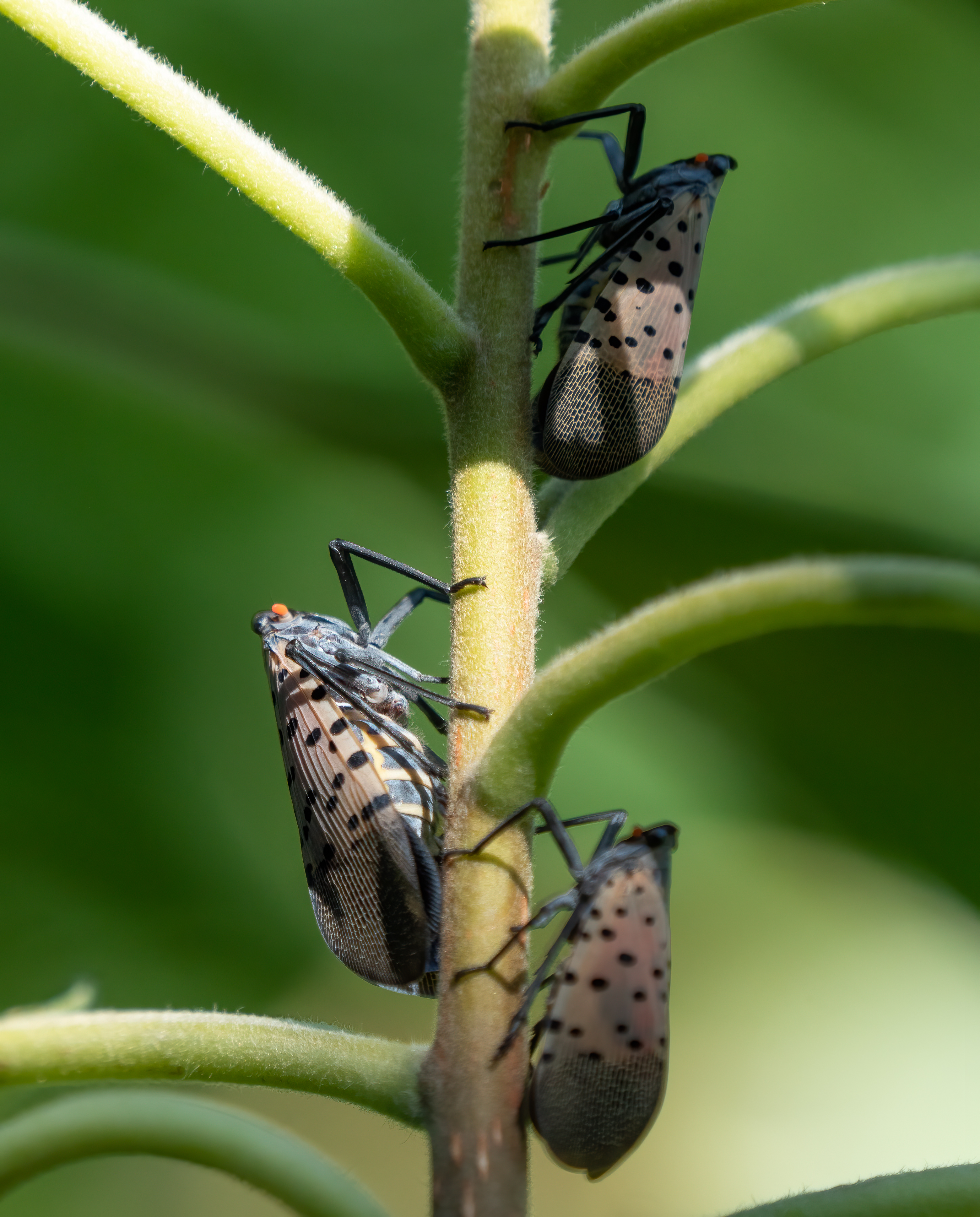